# Hammerheart
Hammerheart är det svenska black metal/viking metal-bandet Bathorys femte album, utgiven 1990 genom Black Mark Production.
Skivan räknas som ett av de första viking metal-albumen, trots att Quorthon i en intervju i Portugal 1990, i samband med lanseringen av Hammerheart kategoriserade Bathory som power metal, men han syftade inte på det typiska soundet från Tyskland utan på bandets stora sound rent allmänt.
I en intervju för MTV 1990 förklarar Quorthon att nordisk mytologi skulle vara ett intressant ämne att skriva om till nytt material, vilket resulterade i Hammerheart.
Kostnaderna för Bathorys första musikvideo, "One Rode to Asa Bay" från Hammerheart betalades privat av Quorthon. Han förklarar i intervjuer från promotionsturnén att videor till "Shores in Flames" och "Song to Hall Up High" planerades, men dessa såg aldrig dagens ljus.

## Låtlista
1. "Shores in Flames" – 11:09
2. "Valhalla" – 9:35
3. "Baptised in Fire and Ice" – 7:58
4. "Father to Son" – 6:29
5. "Song to Hall up High" – 2:31
6. "Home of Once Brave" – 6:45
7. "One Rode to Asa Bay" – 10:24
8. "Outro" (instrumental) – 0:52

Text och musik: Black Mark (Tomas Börje Forsberg)/Quorthon (Tomas Börje Forsberg)

## Medverkande
Musiker (Bathory-medlemmar)
- Quorthon (Thomas Börje Forsberg) – elgitarr, akustisk gitarr, sång, effekter, text & musik
- Kothaar – basgitarr ("Kothaar" var namnet på diverse musiker som spelade i Bathory)
- Vvornth - trummor ("Vvornth" var namnet på diverse musiker som spelade i Bathory)

Produktion
- Boss (Stig Börje Forsberg) – producent, ljudtekniker, ljudmix
- Quorthon – producent, omslagsdesign
- Julia Schechner – omslagsdesign
- Jörn Böhmer Olsen – foto
- Ralf Sörensen – foto
- Sir Frank Dicksee (1853–1928) – omslagskonst (målningen "The Funeral of a Viking")